# Rivière Roussel
Pour les articles homonymes, voir Roussel.
La rivière Roussel est un affluent de la rivière du Sault au Mouton, coulant sur la rive nord du fleuve Saint-Laurent, dans le territoire non organisé de Lac-au-Brochet, dans la municipalité régionale de comté (MRC) de La Haute-Côte-Nord dans la région administrative de la Côte-Nord, au Québec, au Canada. Le cours de la rivière traverse la Zec D'Iberville.
La partie inférieure du bassin versant de la rivière du Sault au Mouton est desservie par la route 138 qui la traverse près de son embouchure. À partir du village de Sault-au-Mouton, cette vallée est desservie par un chemin forestier qui remonte jusqu'au lac Vaillancourt, en passant à l'Est du lac Kergus et à l'Est du Lac des Trente Milles. À partir de ce dernier lac, une route forestière secondaire remonte la vallée pour desservir l'Est du « Lac de la Petite Montagne ». Une autre route forestière remonte généralement le côté Ouest de la vallée de la rivière Roussel,,.
La foresterie constitue la principale activité économique de cette zone ; les activités récréotouristiques, en second.
La surface de la rivière Roussel est habituellement gelée de la fin novembre au début avril, toutefois la circulation sécuritaire sur la glace se fait généralement de la mi-décembre à la fin mars.

## Géographie
Les principaux bassins versants voisins de la rivière Roussel sont :
- côté Nord : Grand lac du Nord, rivière aux Ours, ruisseau Montisembeau, lac des Perches, rivière Portneuf (Côte-Nord) ;
- côté Est : rivière du Sault au Mouton, rivière aux Castors (rivière du Sault au Mouton) ;
- côté Sud : rivière du Sault au Mouton, lac des Trente Milles, rivière des Escoumins ;
- côté Ouest : rivière du Sault au Mouton, rivière Roussel[2].

La "rivière Roussel" prend sa source à l’embouchure du lac David (longueur : 0,7 km ; altitude : 439 m) en zone forestière, dans le territoire non organisé du Lac-au-Brochet.
À partir de l’embouchure du lac David, le cours de la "rivière Roussel" coule surtout en zone forestière sur 16,2 km selon les segments suivants :
- 0,3 km vers l’Est, jusqu’à la rive Ouest du lac Fabien ;
- 1,1 km vers le Sud en traversant le lac Fabien (longueur : 2,0 km ; altitude : 439 m) jusqu’à son embouchure ;
- 3,4 km vers le Sud en recueillant la décharge (venant du Nord-Est) du lac Pitre et la décharge (venant de l'Ouest) du lac Cantin, et en traversant sur km la partie Sud du lac Saint-Onge (longueur : 2,5 km ; altitude : 433 m), jusqu'à son embouchure. Note : Le lac Saint-Onge constitue le principal plan d’eau du versant de la rivière Roussel ;
- 6,3 km vers le Sud-Est, jusqu’au ruisseau Paul (venant du Sud-Ouest) ;
- 5,1 km vers le Sud-Est en formant une grande courbe vers le Nord pour contourner une montagne dont le sommet atteint 514 m et en traversant le lac Émond (longueur : 0,6 km ; altitude : 246 m), jusqu'à un coude de rivière, correspondant à un ruisseau (venant du Nord-Est) ;
- 1,3 km vers le Sud-Ouest jusqu’à son embouchure[2].

La rivière Roussel se déverse dans un coude de rivière sur la rive Nord-Est de la rivière du Sault au Mouton. Cette confluence se situe à :
- 2,7 km en amont de la rive Nord du Lac des Piliers ;
- 16,2 km au Sud-Est de la source de la rivière, soit l'embouchure du Lac David ;
- 25,0 km au Nord-Ouest de l’embouchure de la rivière des Petits Escoumins ;
- 24,7 km au Sud-Ouest du centre du hameau de Sault-au-Mouton ;
- 26,5 km au Nord-Ouest du pont de l’embouchure de la rivière des Escoumins, au village des Escoumins ;
- 47,5 km au Nord-Est du centre du village de Tadoussac ;
- 41,6 km au Sud-Ouest du centre-ville de Forestville[2].

## Toponymie
Le terme "Roussel" constitue un patronyme de famille d'origine française.[réf. souhaitée]
Le toponyme "Rivière Roussel" a été officialisé le 8 octobre 1971 à la Banque des noms de lieux de la Commission de toponymie du Québec.